# Vote Watch Europe

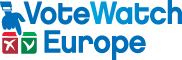
Loggan för VoteWatch Europe 2022.

Vote Watch Europe, av organisationen skrivet VoteWatch Europe, var en oberoende icke-statlig organisation med säte i Bryssel. Vote Watch sammanställde EU-parlamentarikers röster och presenterar
de dem grafiskt och statistiskt. De har bland annat uppmärksammats i svensk media för att ha granskat hur ledamöterna i EU-parlamentet röstat i frågor som rör Ryssland. Enligt en sådan granskning från juni 2022 framkom det att Sverige är ett av de mest Rysslandskritiska länderna i EU vid sidan av de i Central- och Östeuropa, och att Sverigedemokraterna är det svenska parti som röstat mest Rysslandskritiskt samtidigt som Vänsterpartiet har röstat minst Rysslandskritiskt.
Vote Watch startade i maj 2009 som ett vetenskapligt projekt under ledning av Sarah Hagemann. Senare samma år ombildades det till en icke-statlig organisation av Simon Hix och Doru Frantescu. 2022 lade de ned.